# Inspection de la légion étrangère
La création de l’Inspection de la Légion étrangère
Depuis la 1re Guerre Mondiale, la Légion étrangère n’a cessé de prendre une place de plus en plus importante dans l’armée. De nouveaux régiments étrangers dont un de cavalerie sont formés.
En 1930, après la création du 5e régiment étranger d’infanterie au Tonkin, on compte plus de trente mille légionnaires. Dès lors il apparaît nécessaire de réorganiser la Légion et de la doter d’un organe adapté à la mesure de son évolution tout comme au statut particulier du volontaire étranger. Le 2 mars 1931, le nouveau chef d’état-major général signe deux instructions qui, bien que provisoires, n’en demeurent pas moins les actes fondateurs de l’Inspection de la Légion étrangère.
Cette réorganisation était depuis longtemps une des préoccupations du colonel Rollet alors qu’il commandait le 1er Étranger. Déjà en 1928, le maréchal Franchet d’Esperey exposait dans un rapport les arguments en faveur d’une nouvelle organisation de la Légion étrangère en raison de l’augmentation des effectifs et de l’existence de régiments dépendants de deux armes différentes (infanterie et cavalerie).
La première des deux instructions comporte en préambule un exposé justifiant l’organisation du dépôt à Sidi-bel-Abbès et de l’Inspection.
La date de la création de l’Inspection est fixée au 1er avril 1931. Il est précisé que les fonctions d’inspecteur de la Légion étrangère devront être cumulées avec celles de commandant la 4e Brigade d’infanterie d’Algérie et de la subdivision de Tlemcen. Il est également écrit que cette inspection sera confiée à un officier général (exceptionnellement colonel) particulièrement spécialisé dans les questions de Légion.
Le 26 mars 1931, le colonel Rollet passe le commandement du 1er REI au colonel Nicolas. Le 1er avril, il est nommé général de brigade et prend les fonctions de général inspecteur de la Légion étrangère. Jusqu’à sa mise à la retraite en 1935, il va donner sa pleine mesure dans une fonction taillée pour lui, confortant l’esprit Légion, codifiant les traditions et jetant les bases de l’actuelle Légion. L’inspection sera dissoute lorsque le général Rollet quittera le service actif. En 1948, l'Inspection renaît pour deux ans sous le commandement du général Ralph Monclar. De nouveau dissoute en 1950, elle laisse la place au groupement autonome de la Légion étrangère (GALE) commandé successivement par les généraux Olié et Gardy qui ont les attributions d'un général inspecteur. Le GALE comprend alors un état-major à Sidi bel-Abbès, le Dépôt commun de la Légion, le 1er REI qui regroupe toutes les unités d'instruction, le Service d'information et le Service du moral et des œuvres de la Légion Étrangère (SMOLE).
L'inspection de la Légion étrangère donnera ensuite naissance au Commandement de la Légion étrangère.
Sources : 
- Division Histoire et Patrimoine de la Légion étrangère
- Revue Képi blanc